# Сузана Харп
Сузана Харп (шп. Susana Harp; рођена 8. априла 1968. у Оахака де Хуарез, Оаксака, Мексико) је мексичко-америчка певачица и глумица.
Под очевим утицајем је још као дете показивала интерес за музику. Први јавни наступ имала је са девет година. Течно говори шпански и енглески.

## Дискографија
- (1997)
- (2000)
- (2002)
- (2003)
- (2005)
- (2008)
- (2009)
- (2010)
- (2011)